# Lexington (Ohio)
Lexington é uma vila localizada no estado norte-americano de Ohio, no Condado de Richland.

## Demografia
Segundo o censo norte-americano de 2000, a sua população era de 4165 habitantes.
Em 2006, foi estimada uma população de 4185, um aumento de 20 (0.5%).

## Geografia
De acordo com o United States Census Bureau tem uma área de
9,5 km², dos quais 9,5 km² cobertos por terra e 0,0 km² cobertos por água.

## Localidades na vizinhança
O diagrama seguinte representa as localidades num raio de 20 km ao redor de Lexington.